# Râul Olpret
Râul Olpret este un curs de apă, afluent al râului Someș. 

## Hărți
- Harta județului Cluj